# Stará Ves nad Ondřejnicí
Stará Ves nad Ondřejnicí település Csehországban, Ostrava városi járásban. Stará Ves nad Ondřejnicí Petřvald, Ostrava, Trnávka, Jistebník, Brušperk és Krmelín településekkel határos. Lakosainak száma 2974 fő (2024. január 1.).

## Népesség
A település lakosságának változását az alábbi diagram mutatja:
| Lakosok száma | 1717 | 1935 | 2334 | 2174 | 2309 | 2448 | 2787 | 2789 | 2855 | 2974 |
|               | 1869 | 1890 | 1921 | 1950 | 1980 | 2001 | 2017 | 2019 | 2022 | 2024 |